# سعودی آرامکو
سعودی آرامکو (به انگلیسی: Saudi Aramco)(کوتاه‌شدهٔ Arabian-American Oil Company) یا آرامکویِ سعودی (به عربی: أرامكو السعودية، تلفظ: اَرامْکو) پیش‌تر با نام رسمی شرکت نفت عربی-آمریکایی (به عربی: شركة الزيت العربية الأمريكية) شرکت دولتی نفت عربستان سعودی و تحت تملک دولت آن کشور است. این شرکت از لحاظ مالکیت ذخایر (نفت خام و گاز طبیعی) یکی از با ارزش‌ترین شرکت‌های جهان محسوب می‌شود و ارزش بازار آن میان ۴ تا ۵ تریلیون دلار آمریکا برآورد شده که این شرکت را با ارزش‌ترین شرکت کنونی جهان می‌کند. دفتر مرکزی شرکت آرامکو، در شهر ظهران در خاور عربستان سعودی قرار دارد.
بر اساس گزارش شرکت ملی نفت عربستان سعودی در سال ۲۰۱۸، این شرکت به میزان ۳۱۲٫۸ میلیارد دلار درآمد خالص داشته که این رقم بسیار بیشتر از رقم درآمد سالیانهٔ سایر شرکت‌ها بوده و این شرکت به عنوان سودآورترین شرکت در سراسر جهان شناخته شده است.
به گفتهٔ بلومبرگ، در واقع سود خالص شرکت نفت عربستان سعودی، تقریباً با سود خالص شرکت‌های اپل، شرکت آلفابت گوگل و اکسان‌موبیل برابر است. پیش از این، رقم‌های درآمدی این شرکت عربستان سعودی از زمان بنیانگذاری آن در سال ۱۹۷۰ تاکنون فاش نشده بود.
از آنجایی که تنها سود شرکت‌های ثبت شده در شرکت سهامی عام یا شرکت‌هایی که در فهرست بورس اوراق بهادار قرار دارند، ذکر می‌شود، درآمد شرکت‌های بسیاری در سراسر جهان، به ویژه شرکت‌های دولتی ناشناخته باقی مانده و در فهرست بیان نشده‌اند.

## تاریخچه

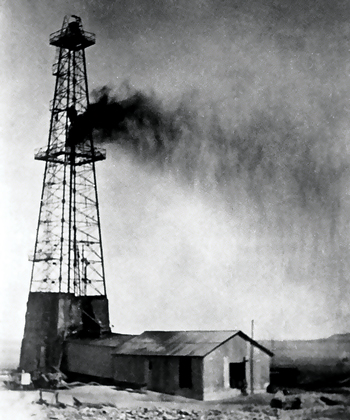
فوران نفت از چاهی در دمام (۱۹۳۸)

زمان آغاز به کار شرکت سعودی آرامکو به ۲۹ مهٔ ۱۹۳۳ برمی‌گردد. در آن هنگام دولت عربستان سعودی با انعقاد قراردادی انحصاری با شرکت استاندارد اویل کالیفرنیا (شورون)، امتیاز اکتشاف نفت در عربستان سعودی را به آن شرکت واگذار کرد. شرکت استاندارد اویل کالیفرنیا (شورون)، این امتیاز را به یک شرکت کاملاً وابسته به خود به نام شرکت استاندارد اویل کالیفرنیای غربی (کاسوک) انتقال داد. از آنجا که این شرکت توفیقی در اکتشاف نفت به دست نیاورد، در سال ۱۹۳۶ میلادی ۵۰٪ درصد از امتیاز اکتشاف نفت عربستان را به شرکت نفت تگزاس (تکزاکو) واگذار کرد.
پس از نزدیک به چهار سال کاوش بی‌حاصل در اکتشاف نفت، نخستین موفقیت در سال ۱۹۳۸ و در محل هفتم حفاری در منطقهٔ دمام در چند کیلومتری شمال شهر ظهران به دست آمد و از این رو این چاه نفت دمام شماره ۷ نامیده می‌شود. اکتشاف این چاه و استخراج نفت آن که به ۱٬۵۰۰ بشکه در روز می‌رسید، شرکت استاندارد اویل کالیفرنیای غربی را به ادامهٔ مسیر و رسیدن به شکوفایی مصمم ساخت.
در سال ۱۹۴۴ شرکت استاندار اویل کالیفرنیا-عربستان، نام خود را به شرکت نفتی عربستان-آمریکا یا «آرامکو» تغییر داد. در سال ۱۹۴۸ شرکت استاندارد اویل نیوجرسی (موبیل) ۳۰٪ درصد و شرکت سوکونی وکیوم (اکسون) معادل ۱۰٪ درصد از سهام این شرکت را خریداری کردند و به این ترتیب شرکت استاندارد اویل کالیفرنیا (شورون) و شرکت نفت تگزاس (تکزاکو) به‌عنوان سرمایه‌گذار در یکدیگر ادغام شده و هریک سهمی برابر ۳۰٪ درصد را به خود اختصاص دادند.
در سال ۱۹۵۰، ملک عبدالعزیز بن آل‌سعود با تهدید به ملی‌کردن تأسیسات نفت کشور، شرکت آرامکو را وادار ساخت تا سود حاصل از فروش نفت را به صورت مساوی و پنجاه-پنجاه میان شرکت و دولت عربستان تقسیم نماید. چند سال پیش از این ماجرا نیز جریان مشابهی برای شرکت‌های نفتی آمریکایی در ونزوئلا روی داده بود. دولت ایالات متحدهٔ آمریکا با به کار بستن آنچه «ترفند طلایی» خوانده می‌شد میزان سودی را که شرکت‌های وابسته به آرامکو در نتیجه تقسیم سودهای نفتی با آل سعود از دست داده بودند به صورت تخفیف مالیاتی به آن‌ها اعطا کرد.
در سال ۱۹۷۳، دولت عربستان سعودی ۲۵٪ درصد از سهام آرامکو را از آن خود ساخت. این رقم را تا سال ۱۹۷۵ به ۶۰٪ درصد افزایش یافت و تا سال ۱۹۸۰ با تصاحب ۱۰۰٪ سهام شرکت، کنترل کامل شرکت آرامکو را به دست گرفت. در ماه نوامبر سال ۱۹۸۸، شرکت نفتی عربستان-آمریکا، نام خود را به شرکت نفت عربستان سعودی یا سعودی آرامکو تغییر داد.

## ذخایر

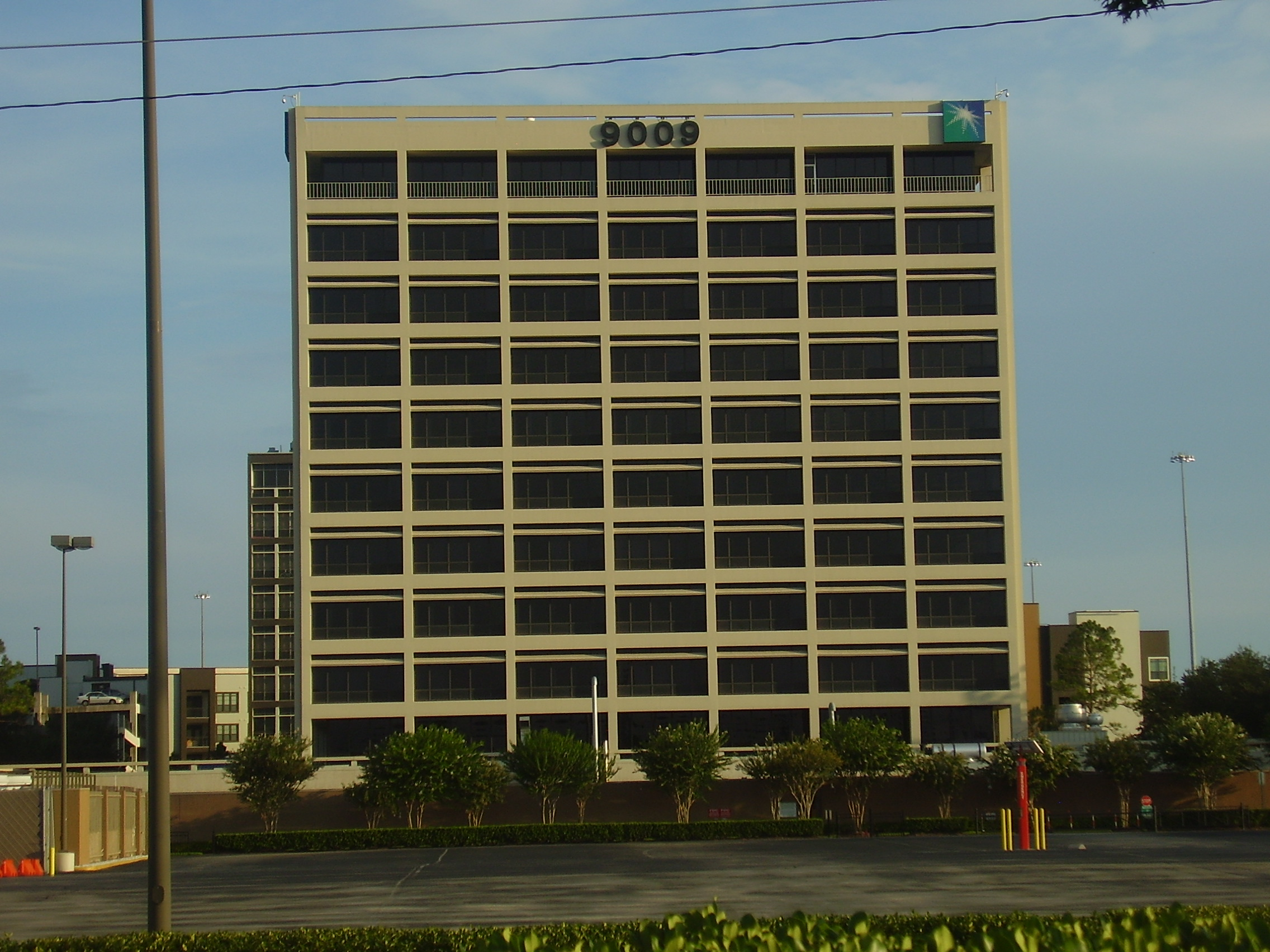
دفتر شرکت آرامکو در هیوستون ایالت تگزاس

این شرکت همچنین دارای بالاترین حجم ذخایر نفتی اثبات شده است. شرکت سعودی آرامکو، مسئولیت ۹۹٪ درصد از ذخائر اثبات شدهٔ نفت‌خام کشور عربستان سعودی را که میزان آن به ۲۵۹ میلیارد بشکه (در حدود یک چهارم مجموع ذخایر نفت کنونی جهان) می‌رسد، بر عهده دارد. شرکت سعودی آرامکو مالک اصلی میدان نفتی غوار است که بزرگ‌ترین میدان نفتی جهان به‌شمار می‌آید. این میزان نزدیک به ۱۲ برابر ذخایر نفتی ایالات متحدهٔ آمریکا است. همچنین دارای ۲۷۹ هزار میلیارد متر مکعب ذخایر درجای گاز طبیعی است.

## تولید

### نفت خام
تولید سالانه نفت خام این شرکت، معادل ۷٫۹ میلیارد بشکه است. شرکت سعودی آرامکو در میان شرکت‌های نفتی، بالاترین سطح تولید را دارد. این شرکت به‌طور میانگین برابر با ۱۰ میلیون و ۶۲۵ هزار بشکه در روز، نفت خام تولید می‌نماید.

### گاز طبیعی
شرکت سعودی آرامکو، در جمع ۱۰ شرکت برتر جهان در زمینهٔ تولید گاز نیز قرار دارد. این شرکت چه در بخش تولید و چه در بخش صادرات گاز طبیعی مایع (ال‌ان‌جی) پیشتاز محسوب می‌شود و در تولید فراورده‌های پالایش‌شده نیز جایگاه درخور توجهی را به خود اختصاص داده است.

## عرضه سهام
دسامبر ۲۰۱۹ دولت عربستان با فروش ۱٫۵ درصد از سهام شرکت آرامکو در بازار سهام ریاض ۲۵ میلیارد و ششصد میلیون دلار به دست آورد که بالاترین عایدی ناشی از عرضه اولیه سهام یک شرکت در تاریخ بازار بورس تا آن هنگام بوده است.

## با ارزش‌ترین شرکت جهان
در مه ۲۰۲۲ پس از همه‌گیری کرونا و افزایش تقاضای نفت خام در جهان، آرامکو به عنوان با ارزش‌ترین شرکت جهان از شرکت اپل پیشی گرفت. ارزش آرامکو در آن تاریخ ۲/۴۲ تریلیون دلار برآورد شد.

## حمله به پالایشگاه
در ۱۴ سپتامبر سال ۲۰۱۹ و در بحبوحه بحران خلیج فارس و جنگ داخلی یمن این پالایشگاه مورد اصابت حدوداً ۲۰ موشک کروز قرار گرفت و باعث به‌وجود آمدن خسارت‌های بسیار در این پالایشگاه و کاهش ۵۰٪ ظرفیت تولید نفت عربستان شد. نیروهای حوثی یمنی مسئولیت حملات را برعهده گرفتند هرچند اتهامات ایالات متحده متوجه جمهوری اسلامی ایران بود.

## کرونا
به دنبال دنیاگیری کووید-۱۹ و کاهش تقاضای نفت در جهان، آرامکو در گزارشی در اوت ۲۰۲۰ اعلام کرد که سود خالص این شرکت در سه‌ماهه دوم ۲۰۲۰ نزدیک به ۷۳٫۴ درصد کاهش یافته و این رقم بیشتر از پیش‌بینی‌ها بوده است. بر پایه این گزارش، سود خالص آرامکوی سعودی در سه‌ماهه دوم سال ۲۰۲۰ نزدیک به ۶٫۶ میلیارد دلار رسیده است؛ این رقم در همان بازه زمانی سال ۲۰۱۹ نزدیک به ۲۳ میلیارد دلار بود.
سعودی آرامکو در ۲۱ مارس ۲۰۲۱ اعلام کرد که سود این شرکت در سال ۲۰۲۰، ۴۹ میلیارد دلار بوده که در مقایسه با سال پیش (۸۸٫۲ میلیارد دلار)، ۴۵ درصد کاهش یافته است.

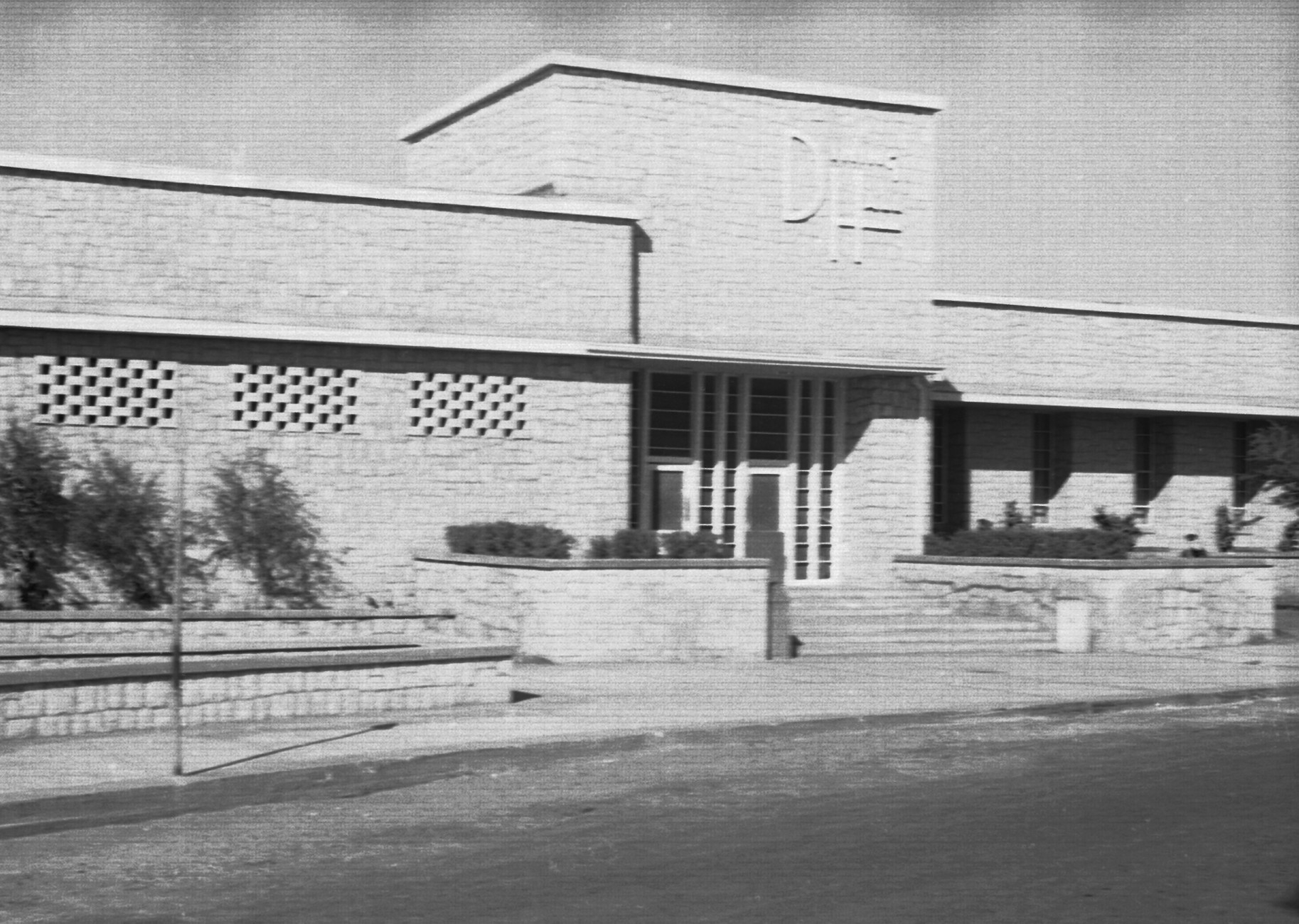
مجتمع آرامکو در عربستان در سال ۱۹۵۴

## پالایشگاه‌ها
شرکت نفتی سعودی آرامکو در مجموع دارای ۱۵ پالایشگاه نفت است، که ۴ پالایشگاه در مالکیت کامل آن و ۱۱ پالایشگاه دیگر با مشارکت شرکت‌های دیگر است.
پالایشگاه‌های مستقر در عربستان سعودی، که مالکیت کامل آن‌ها در اختیار شرکت سعودی آرامکو است:
- پالایشگاه جده: مستقر در جده. ظرفیت اسمی معادل ۶۰٬۰۰۰ بشکه نفت خام در روز.
- پالایشگاه ریاض: مستقر در ریاض
- پالایشگاه ینبع: مستقر در ینبع
- پالایشگاه رأس تنوره: مستقر در رأس تنوره

پالایشگاه‌های مشارکتی با شرکت‌های دیگر، که در عربستان سعودی مستقر می‌باشند:
- پالایشگاه آرامکو موبیل: با مشارکت اکسان‌موبیل
- پالایشگاه آرامکو شل: با مشارکت رویال داچ شل
- پالایشگاه پترو رابغ: با مشارکت سومیتومو کمیکال
- پالایشگاه لوبریف: با مشارکت شرکت سرمایه‌گذاری جدوا
- پالایشگاه ساتورپ: با مشارکت توتال، در الجبیل
- پالایشگاه یانبو: با مشارکت ساینوپک

پالایشگاه‌های مشارکتی بین‌المللی:
- پالایشگاه فوجیان: در چین
- پالایشگاه ساینوپک سنمی: در چین
- پالایشگاه موتیوا: با مشارکت موتیوا انترپرایز، در ایالات متحده آمریکا
- پالایشگاه شووا شل: با مشارکت رویال داچ شل، در ژاپن
- پالایشگاه اس-اویل: با مشارکت اس-اویل، در کرهٔ جنوبی

## شرکت‌های تابعه
- شرکت خدمات آرامکو: دفتر مرکزی در هیوستون، ایالات متحده آمریکا
- شرکت آرامکو خاور دور: دفتر مرکزی در پکن، چین
- شرکت آرامکو آسوشیتد: دفتر مرکزی در لاهه، هلند
- شرکت موتیفا
- شرکت پالایش سعودی
- شرکت خدمات مالی آرامکو
- شرکت نفت بین‌المللی سعودی: دفتر مرکزی در نیویورک، ایالات متحده آمریکا
- شرکت بولانتیر ان.وی.
- شرکت بانیلو ان.وی.
- شرکت نفت خارج سعودی: دفتر مرکزی در لندن، بریتانیا
- شرکت کشتیرانی فیلا: دفتر مرکزی در دبی، امارات متحده عربی

## حمله به تأسیسات
در ماه سپتامبر ۲۰۱۹، در نتیجهٔ حملهٔ پهبادی به تأسیسات نفتی سعودی آرامکو در بقیق و خریص توسط گروهک‌های تحت رهبری جمهوری اسلامی ایران، توان تولید نفت خام عربستان سعودی به نصف کاهش یافت که مجدداً پس از بازسازی به ظرفیت قبلی خود بازگشتند.